# Monbach
Der Monbach ist ein auf dem Hauptstrang neun Kilometer langer Bach am Ostrand des Nordschwarzwaldes im Landkreis Calw in Baden-Württemberg, der zwischen Bad Liebenzell und Unterreichenbach von rechts in die mittlere Nagold mündet.

## Name
Der Name Monbach ist eine Klammerform aus *Mon(nenkam)bach 'Bach von Monakam'. Der Ortsname Monakam wiederum setzt sich zusammen aus dem althochdeutschen Personennamen Mundo und dem Wort kam für 'Bergkamm, -rücken'.

## Geographie

### Verlauf
Der Monbach entsteht aus mehreren Wiesenbächen in einer flachen Mulde des plateauartigen Schlehengäus. Seinen Namen führt er ab dem Zusammenfluss des kleinen Landgrabens mit dem Maisgraben, seinem eigentlichen Oberlauf, etwa zwei Kilometer südlich der Ortsmitte von Neuhausen im Enzkreis. Die Quellen aller dieser Bäche liegen in Höhen zwischen 515 und 540 m ü. NHN auf einem Südostbogen etwa zwischen – im Osten – dem Büchelberg bei Weil der Stadt-Münklingen und – im Süden – dem Wald zwischen Bad Liebenzell-Unterhaugstett und Althengstett-Ottenbronn.
Nachdem sich seine Wasserführung durch den auf etwa 492 m ü. NHN einmündenden Haugstetter Bach nahezu verdoppelt hat, gräbt sich der Bach in nordwestlicher Richtung sein steiles, bewaldetes Kerbtal in die Hochebene. Rund einen Kilometer vor der Mündung kehrt es sich abrupt nach Südwesten. Der Bach mündet dann auf etwa 309 m ü. NHN bei der Bahnstation Neuhausen-Monbach von rechts in die untere Nagold, die hier zwischen Bad Liebenzell und Unterreichenbach nordwärts läuft.

### Zuflüsse
Zuflüsse auch höherer Ordnung, jeweils von der Quelle zur Mündung. Daten wo erhältlich nach dem Geodatenviewer oder dem LUBW-Kartendienst (siehe Weblinks), Höhen teilweise nach dem Höhenlinienbild dort.
Zusammenfluss des Monbachs aus zwei Quellästen auf etwa 500 m ü. NHN in den Schanzwiesen etwa 2 km südlich von Neuhausen im Enzkreis.
- Maisgraben, linker Quellbach und eigentlicher Oberlauf, 3,3 km lang mit 4,6 km² Einzugsgebiet und einem mittleren Abfluss von 41 l/s. Entsteht auf etwa 544 m ü. NHN neben der L 179 vor dem südlichen Ortsende von Bad Liebenzell-Möttlingen.
- Landgraben, rechter Quellbach, 1,9 km lang mit 2,1 km² Einzugsgebiet und einem mittleren Abfluss von 22 l/s. Entsteht auf etwa 516 m ü. NHN an einer Feuchtwiese südlich der Straße von Neuhausen nach Weil der Stadt-Münklingen.
- Haugstetter Bach, von links auf etwa 491 m ü. NHN etwa 2 Kilometer südwestlich der Ortsmitte von Neuhausen neben der Straße nach Bad Liebenzell-Unterhaugstett, eben schon im beginnenden Naturschutzgebiet, 4,1 km lang mit 6,9 km² Einzugsgebiet und einem mittleren Abfluss von 68 l/s. Entsteht auf etwa 537 m ü. NHN im Waldgebiet Eisengrund in der Simmozheimer Gemeindeexklave.
  - Wiesenzulauf, von rechts auf etwa 523 m ü. NHN in der Flurschneise zwischen dem Hofgut Georgenau und Bad Liebenzell-Unterhaugstett, 1,2 km lang. Entsteht südlich des Hofgutes auf etwa 534 m ü. NHN.

Mündung des Monbachs auf etwa 309 m ü. NHN bei der Bahnstation Neuhausen-Monbach von rechts in die untere Nagold.

### Grenzverlauf
Zwischen 1806 und 1945 bildete der Monbach die Grenze zwischen den Ländern Baden und Württemberg, zudem markiert er weitestgehend den Gemarkungsverlauf zwischen Bad Liebenzell und Neuhausen.

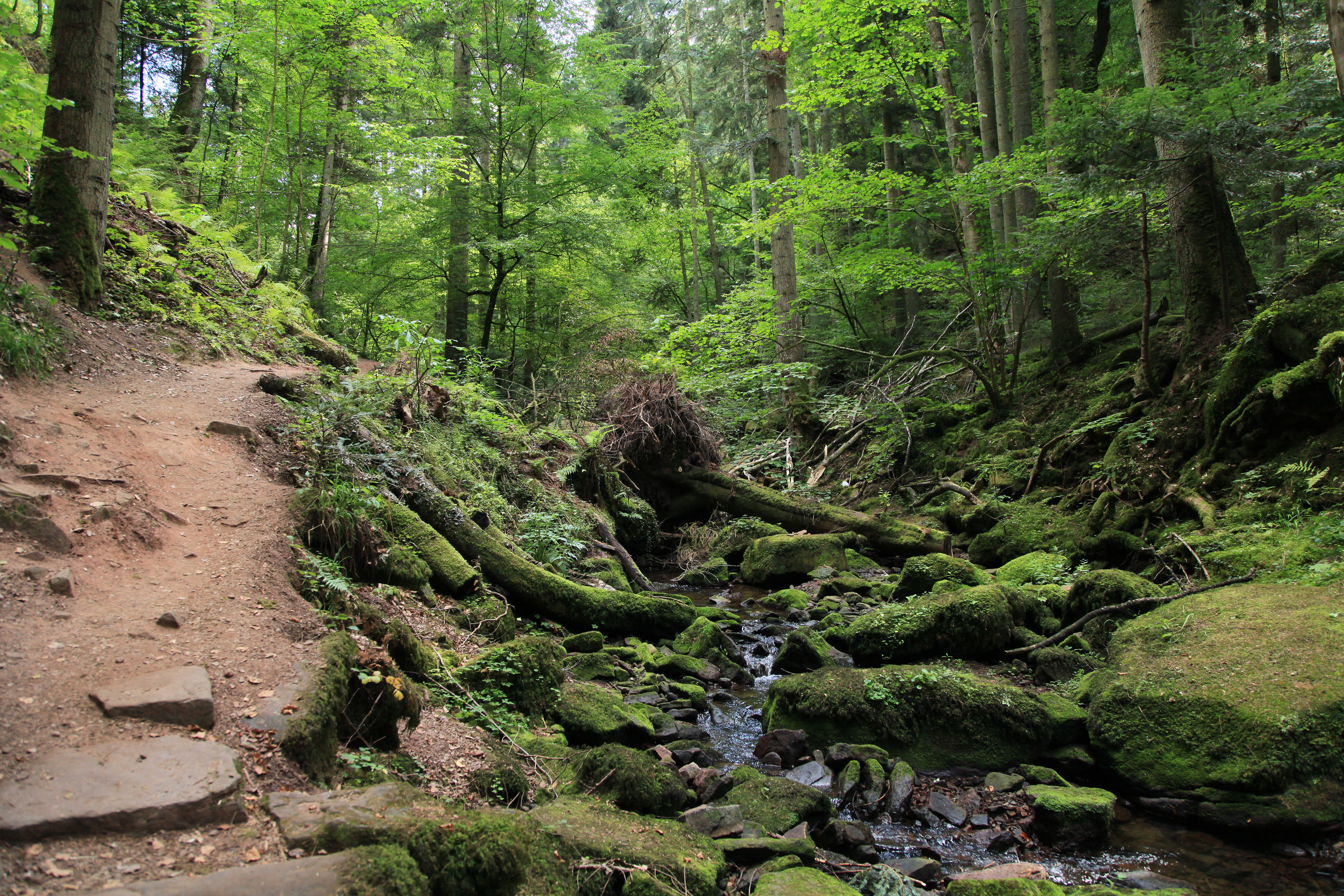
Wanderweg durchs Monbachtal

## Natur
→ Siehe Hauptartikel: Monbach, Maisgraben und St. Leonhardquelle
Ab dem Zusammenfluss seiner Quellbäche durchfließt der Monbach das Naturschutzgebiet Monbach, Maisgraben und St. Leonhardquelle und das gleichnamige Landschaftsschutzgebiet. Die Schutzgebiete umfassen im Wesentlichen die wildromantische Waldschlucht, die der Monbach seit rund 350.000 Jahren in die Buntsandsteinbänke gräbt, und an denen er zahlreiche kleine Abstürze bildet. Schutzzweck ist die Erhaltung und Sicherung einer erdgeschichtlich einzigartigen Quellformation im Muschelkalk (St. Leonhardquelle) mit ihren typischen und artenreichen Tier- und Pflanzengesellschaften (Schilf und Seggengebiet, von Trollblumen-Bachdistelwiesen umgeben) sowie die Erhaltung und Sicherung der steilen, steinschuttreichen „Felsenmeer“-Hänge des Talgrundes und der Wasserkaskaden der Buntsandsteinschlucht des Monbaches mit ihrem artenreichen, zum Schlucht- und Hochstaudenwald überleitenden Farn-Tannen-Buchenwald.